# Bell 47J Ranger
El Bell 47J Ranger fue un helicóptero ligero monomotor y monorrotor estadounidense fabricado por Bell Helicopter. Era una variante ejecutiva del muy exitoso Bell 47 y fue el primer helicóptero en transportar a un Presidente de los Estados Unidos.

## Diseño y desarrollo
El 47J fue una variante de cuatro asientos del anterior Bell 47H triplaza. El 47H era una versión de lujo del 47G con fuselaje totalmente revestido y cabina cerrada. El 47H demostró ser demasiado pequeño, así que Bell desarrolló el 47J. Este era una aeronave de un único piloto, con el asiento y controles del mismo centrados en la parte delantera de la cabina, y posicionado cerca de la diáfana vista de 180° del parabrisas de "burbuja" Lexan. Un único banco en la parte trasera de la cabina abarcaba toda la anchura disponible y permitía una capacidad de pasajeros limitada por peso a 3 o 4 adultos típicamente.

## Historia operacional
En marzo de 1957, dos Bell 47J fueron comprados por la Fuerza Aérea de los Estados Unidos como transporte presidencial, y fueron designados H-13J. El 13 de julio de 1957, un H-13J fue el primer helicóptero usado por un presidente estadounidense, cuando transportó a Dwight D. Eisenhower desde la Casa Blanca. En marzo de 1962, los dos helicópteros fueron retirados de las tareas presidenciales, pero se usaron como transportes VIP los siguientes cinco años, hasta que fueron retirados en 1967.
Dos Bell 47J-2 fueron usados durante la producción de la película Paradise, Hawaiian Style de 1966, protagonizada por Elvis Presley. En la película, el personaje de Presley, Rick Richards, vuela un Bell 47J-2 sobre las Islas Hawái.

## Variantes

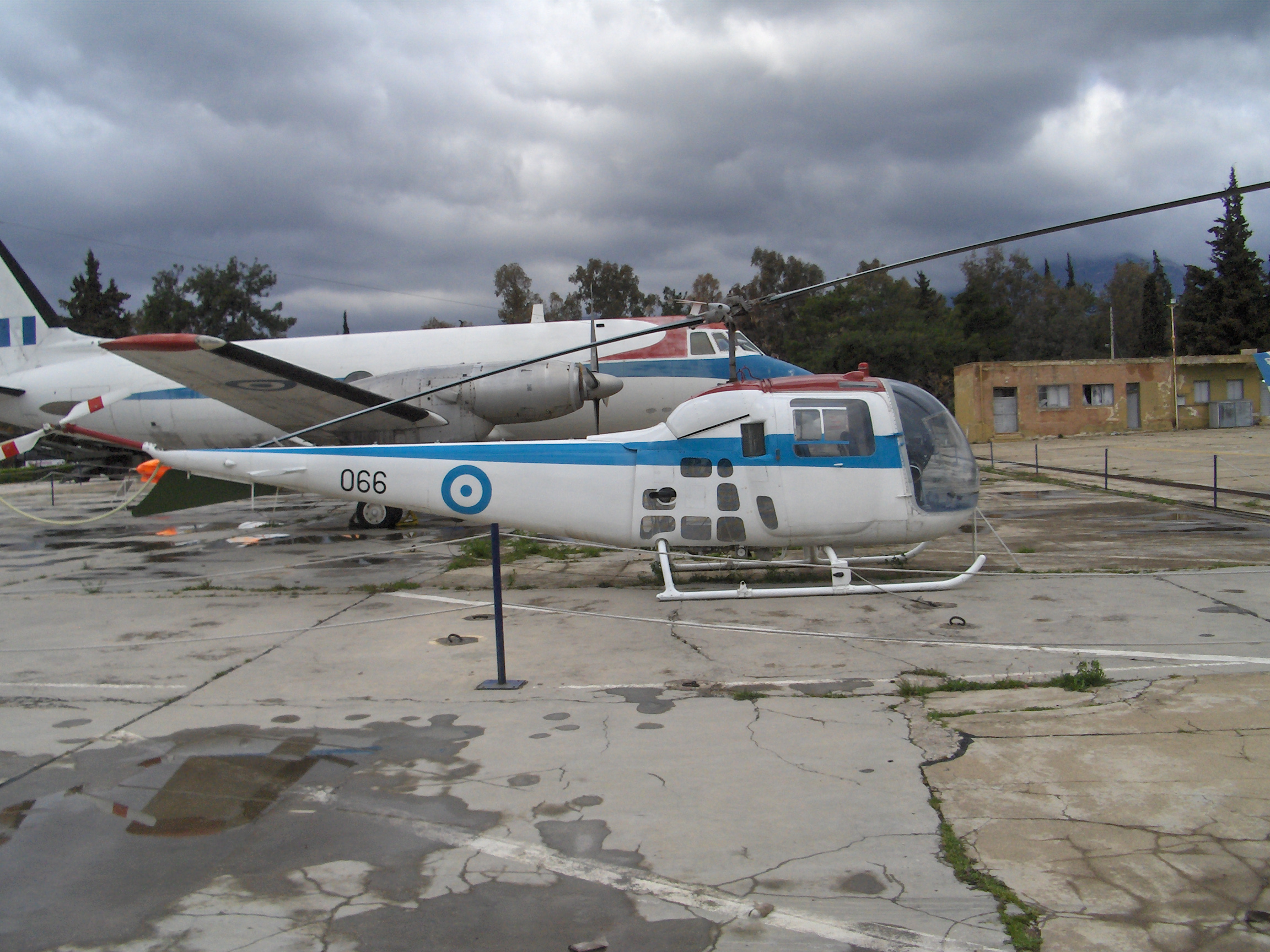
Agusta-Bell 47J Ranger en el Museo de la Fuerza Aérea Helénica en Dekelia (Tatoi), Atenas, Grecia.

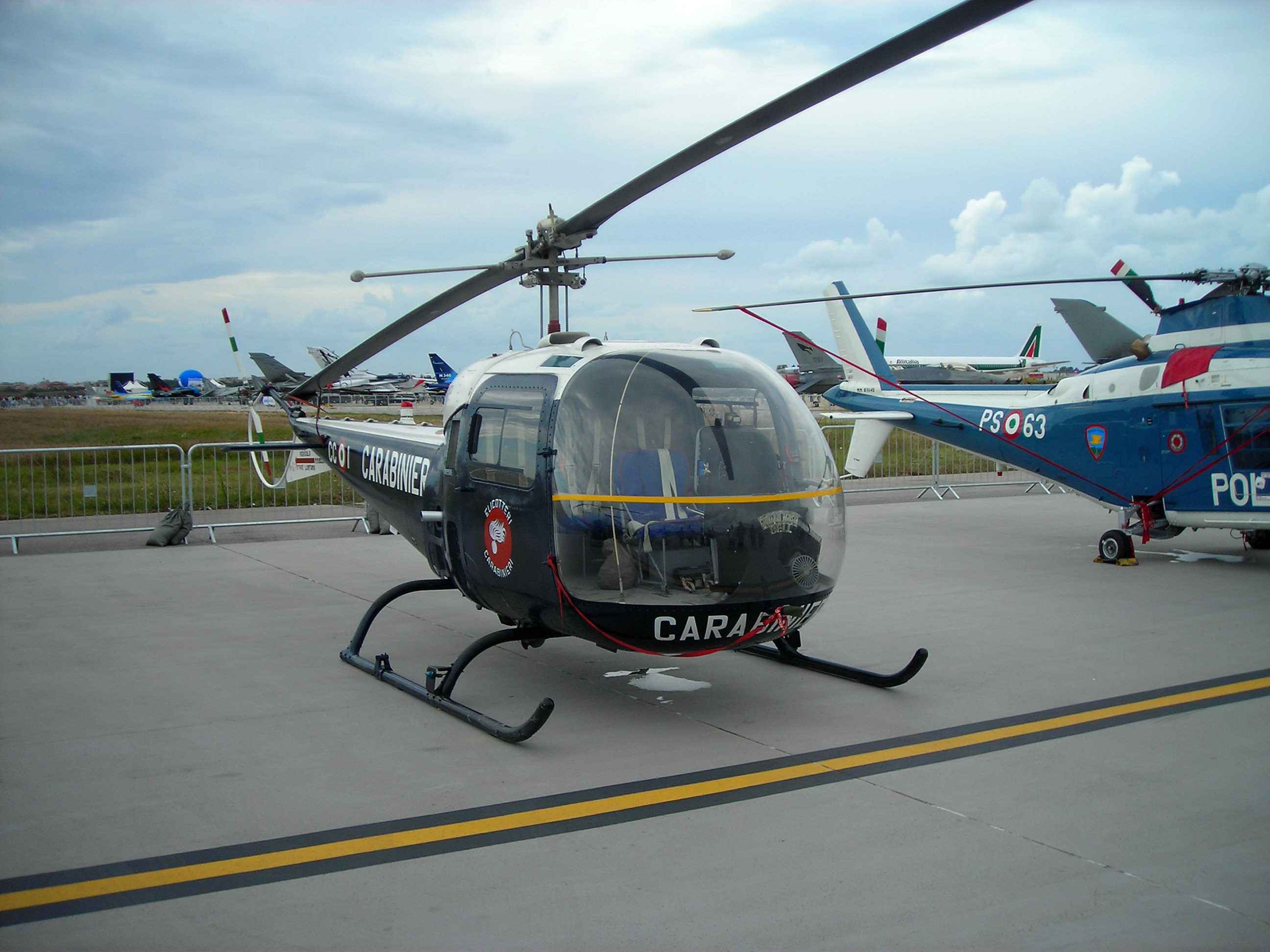
Agusta-Bell AB.47J3 Ranger con los colores de los Carabinieri italianos en Pratica di Mare AFB, Italia en 2006.

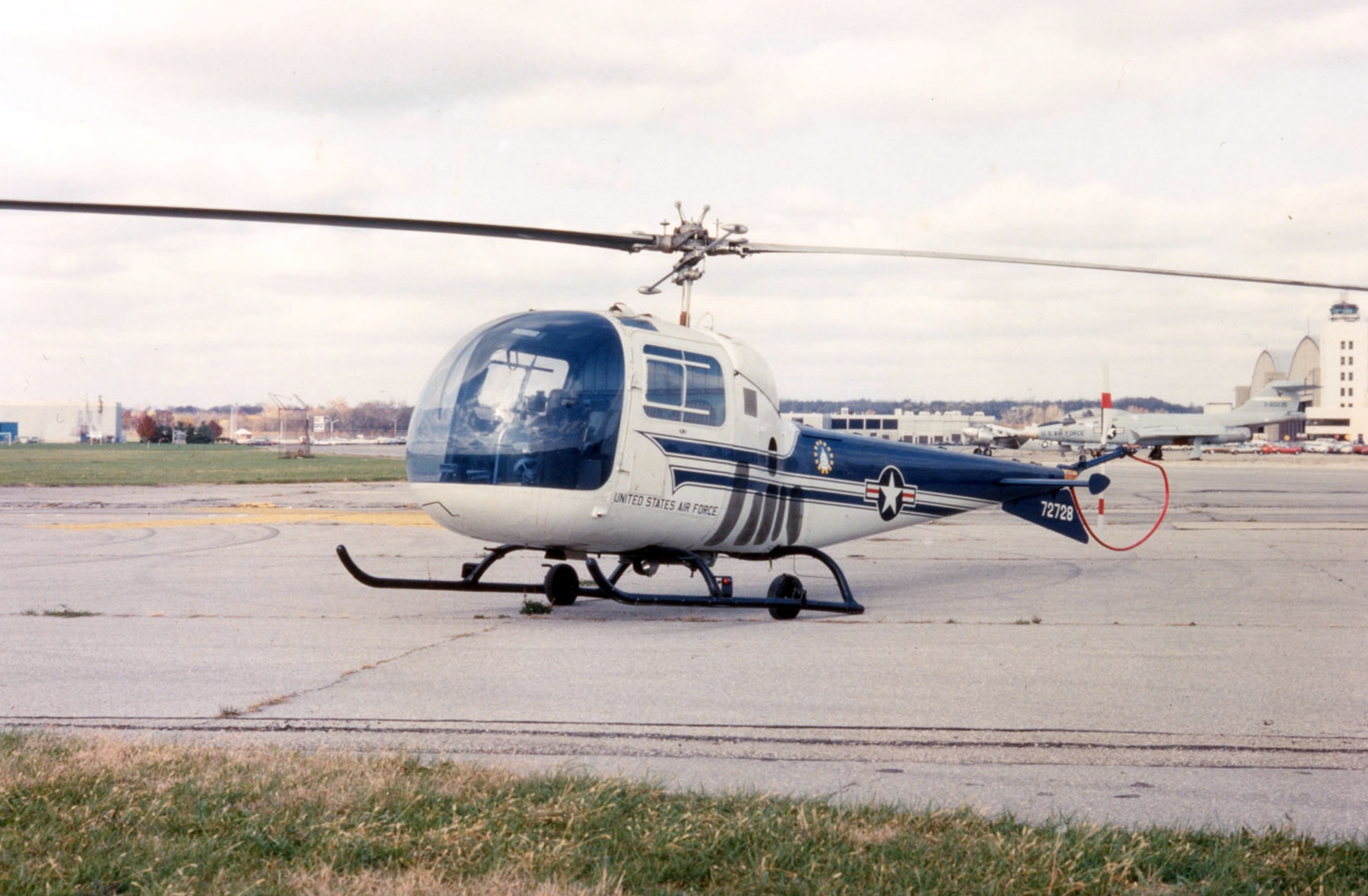
Bell UH-13J Sioux en el Museo Nacional de la Fuerza Aérea de Estados Unidos.

47J Ranger
Variante de producción propulsada por un motor Lycoming VO-435-A1B de 220 hp, 135 construidos.
47J-1 Ranger
Variante VIP militar como H-13J, dos construidos.
47J-2 Ranger
Variante de producción con un motor Lycoming VO-540-B1B de 240 hp, controles eléctricos y palas metálicas, 104 construidos.
47J-2A Ranger
Variante de producción con un motor Lycoming VO-540-B1B3 de 260 hp y un sistema de aceleración del colectivo, 75 construidos.
47J-3
Variante de construcción italiana, por Agusta-Bell.
47J-3B1
Variante de gran altitud del 47J-3.
47K
Variante de entrenamiento para la Armada estadounidense, ver HTL-7.
HUL-1
Variante de la Armada estadounidense con un motor VO-435-B1B de 260 hp, 28 construidos, se convirtieron en UH-13P en 1962.
HUL-1G
Dos HUL-1 usados por la Guardia Costera estadounidense, se convirtieron en UH-13Q en 1962.
HUL-1M
Variante del HUL-1 con un turboeje YT-62-A-3 de 250 shp, dos construidos, se convirtieron en UH-13R en 1962.
HUL-2
Variante propuesta propulsada por turboeje, no construida.
HTL-7
Versión de entrenamiento Model 47K del HUL-1 con una cabina modificada y un motor Lycoming O-435-6 de 240 hp, 18 construidos, más tarde redesignados TH-13N en 1962.
UH-13J
Dos aeronaves Bell 47J-1 Ranger, utilizando el motor Lycoming VO-435-21 de 179 kW, adquiridas como transporte VIP del Presidente de los Estados Unidos. Designadas originalmente H-13J hasta 1962.
UH-13P
Variante de la Armada estadounidense usada a bordo de rompehielos, designada originalmente como HUL-1 de la Armada.
TH-13N
HTL-7 redesignado en 1962.
HH-13Q
HUL-1G redesignado en 1962.
UH-13R
HUL-1M redesignado en 1962.

## Operadores
Argentina
- Prefectura Naval Argentina[5]

 Colombia
- Fuerza Aérea Colombiana[6]

 España
- Ejército del Aire[7][8]

 Estados Unidos
- Fuerza Aérea de los Estados Unidos[1]
- Guardia Costera de Estados Unidos[9]
- Armada de los Estados Unidos[9]

 Grecia
- Fuerza Aérea Griega[10]

 Islandia
- Guardia Costera Islandesa[10]

 Italia
- Aeronautica Militare[10]
- Arma de Carabineros[11]
- Marina Militare[10]

## Aeronaves en exhibición

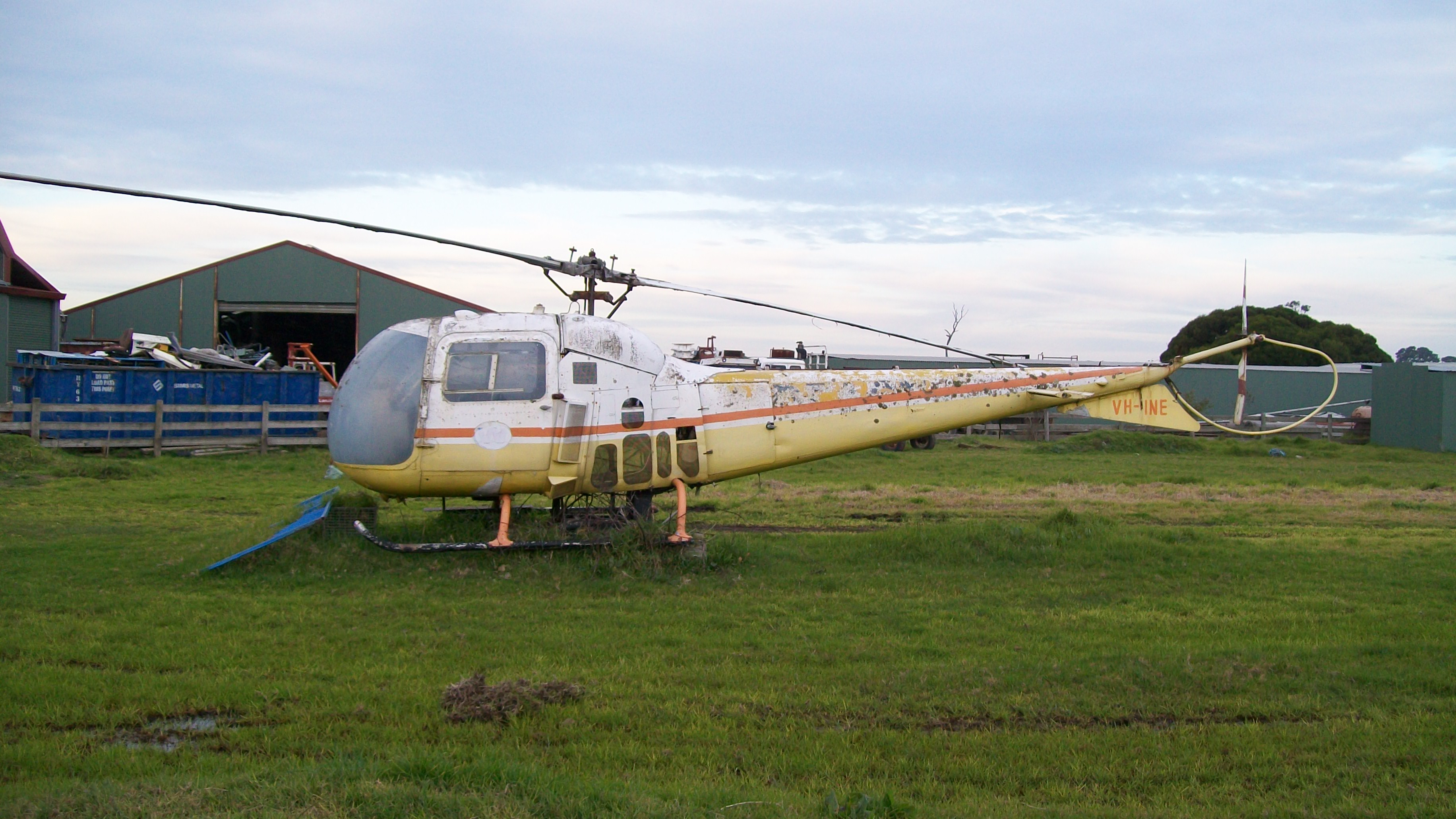
En exhibición en la carretera Dandenong-Frankston.

### Brasil
- FAB 8510: Bell 47J en exhibición estática en el Museo Aeroespacial en Río de Janeiro.[12][13]

### Canadá
- 1827: Bell 47J-2 en exhibición estática en el Atlantic Canada Aviation Museum en Goffs, Nueva Escocia.[14][15]

### Eslovenia
- Agusta-Bell 47J-2A (YU-HAK) en exhibición estática en el Museo Alpino Esloveno en Mojstrana, Liubliana. Fue un helicóptero de la unidad de aviación de la policía de 1967 a 1984, y fue el primer helicóptero en Eslovenia usado en operaciones de rescate en montaña.[16]

### Estados Unidos
- 57-2728: UH-13J en exhibición estática en el Museo Nacional de la Fuerza Aérea de Estados Unidos en la Base de la Fuerza Aérea Wright-Patterson en Dayton (Ohio).[17]
- 57-2729: UH-13J en exhibición estática en el Centro Steven F. Udvar-Hazy del Museo Nacional del Aire y el Espacio de Estados Unidos en Chantilly (Virginia). Fue el primer helicóptero en transportar a un Presidente estadounidense.[18]

## Especificaciones (47J-2A)
Referencia datos: Jane's All The World's Aircraft 1965–66

### Características generales
- Tripulación: Uno (piloto)
- Capacidad: Tres pasajeros
- Longitud: 9,87 m
- Diámetro rotor principal: 11,33 m
- Altura: 2,83 m
- Área circular: 100,8 m²
- Peso vacío: 831 kg
- Peso máximo al despegue: 1338 kg
- Planta motriz: 1× motor bóxer montado verticalmente de seis cilindros refrigerado por aire Lycoming VO-540-B1B.
  - Potencia: 190 kW (260 hp)

### Rendimiento
- Velocidad máxima operativa (Vno): 169 km/h a nivel del mar
- Velocidad crucero (Vc): 146 km/h
- Alcance: 415 km (sin reserva)
- Techo de vuelo: 3400 m (11 000 pies)
- Régimen de ascenso: 4,4 m/s (870 pies/min)

### Desarrollos relacionados
- Bell 47
- Bell 201/XH-13F
- Bell 206 JetRanger
- Bell 207 Sioux Scout

### Aeronaves similares
- Hiller OH-23 Raven
- TH-55 Osage/Hughes 269
- Hughes/Schweizer 300

### Secuencias de designación
- Secuencia Numérica (interna de Bell): ← 43 - 44 - 45 - 47/J - 48 - 49 - 50 →
- Secuencia H-_ (Helicópteros de la USAF, 1948-1962): ← H-10 - H-11 - H-12 - H-13/J - H-15 - H-16 - H-17 →
- Secuencia HU_L (Helicópteros Utilitarios de la Armada estadounidense, 1950-1962 (Bell 1939-1962)): HUL
- Secuencia _H-_ (Helicópteros estadounidenses, 1962-presente): OH-13/UH-13J - UH-19 - CH-21 - OH-23 →

### Listas relacionadas
- Anexo:Aeronaves de la Fuerza Aérea de los Estados Unidos (históricas y actuales)
- Anexo:Aeronaves militares de los Estados Unidos (navales)